# Малые Сады
Малые Сады (укр. Малі Сади) — село в Привольненской сельской общине Дубенского района Ровненской области Украины.
Население по состоянию на 2021 год составляло 492 человек. Почтовый индекс — 35640. Телефонный код — 3656. Код КОАТУУ — 5621683501.
Шаблон:Привольненская сельская община (Ровненская область)